# Wignereffekten
Wignereffekten (uppkallad efter sin upptäckare, Eugene Wigner),  även känd som  Wigner's Disease, är en förskjutning av atomer i ett fast ämne orsakad av neutronstrålning. Alla fasta ämnen kan påverkas av Wignereffekten, men effekten är mest betydelsefull i en moderator, som grafit, vilken syftar till att minska hastigheten på snabba neutroner och därmed göra dem till termiska neutroner som kan upprätthålla en nukleär kedjereaktion av uran-235.

## Beskrivning
För att Wignereffekten skall uppstå, måste neutroner som kolliderar med atomer i en kristallstruktur ha tillräckligt med rörelseenergi för att förskjuta dem i gittret. Detta värde (tröskeln för förskjutningsenergi) är cirka 25 eV. Energin hos en neutron kan variera kraftigt, men det är inte ovanligt att den har en energi upp till eller mer än 10 MeV (10 miljoner eV) i centrum av en kärnreaktor. En neutron med så stor energi kommer att skapa en förskjutningskaskad i gittret via elastiska kollisioner. Till exempel kan en 1 MeV-neutron som träffar grafit komma att skapa cirka 900 förskjutningar; dock utan att alla förskjutningar skapar defekter, eftersom en del av de träffade atomerna kommer att hitta och fylla vakanser som var antingen små befintliga tomrum eller nybildade vakanser efter andra utslagna atomer.
Atomer som inte hittar en ledig plats kommer att stanna i icke-ideala positioner, det vill säga utanför gittrets symmetriska rader. Dessa atomer kallas interstitiella atomer ("mellanrumsatomer"). En interstitiell atom och dess tillhörande vakans är känd som en Frenkeldefekt. Eftersom dessa atomer inte är i perfekt läge, har de en energi som förknippas med dem, ungefär som en boll på toppen av en kulle har en potentiell gravitationsenergi. Om ett stort antal interstitiella atomer har ackumulerats finns det en risk att de plötsligt frigör all sin energi, vilket skapar en temperaturspik. Plötsliga, oplanerade temperaturökningar kan utgöra en stor risk för vissa typer av kärnreaktorer med låg arbetstemperatur och var den indirekta orsaken till branden i reaktorn i Windscale. Ansamling av energi i bestrålad grafit har noterats så hög som 2,7 kJ/g, men är typiskt mycket lägre än detta. Grafit, som har en värmekapacitet 0,720 J/g °C, skulle kunna utsättas för en plötslig ökning av temperaturen på cirka 3 750 °C.
Trots vissa rapporter, hade uppbyggnad av Wignerenergi ingenting att göra med Tjernobylolyckan. Denna reaktortyp, liksom alla moderna reaktorer, drivs vid en tillräckligt hög temperatur för att tillåta den förskjutna grafitstrukturen att justera sig innan någon potentiell energi hinner lagras.